# Contact Air

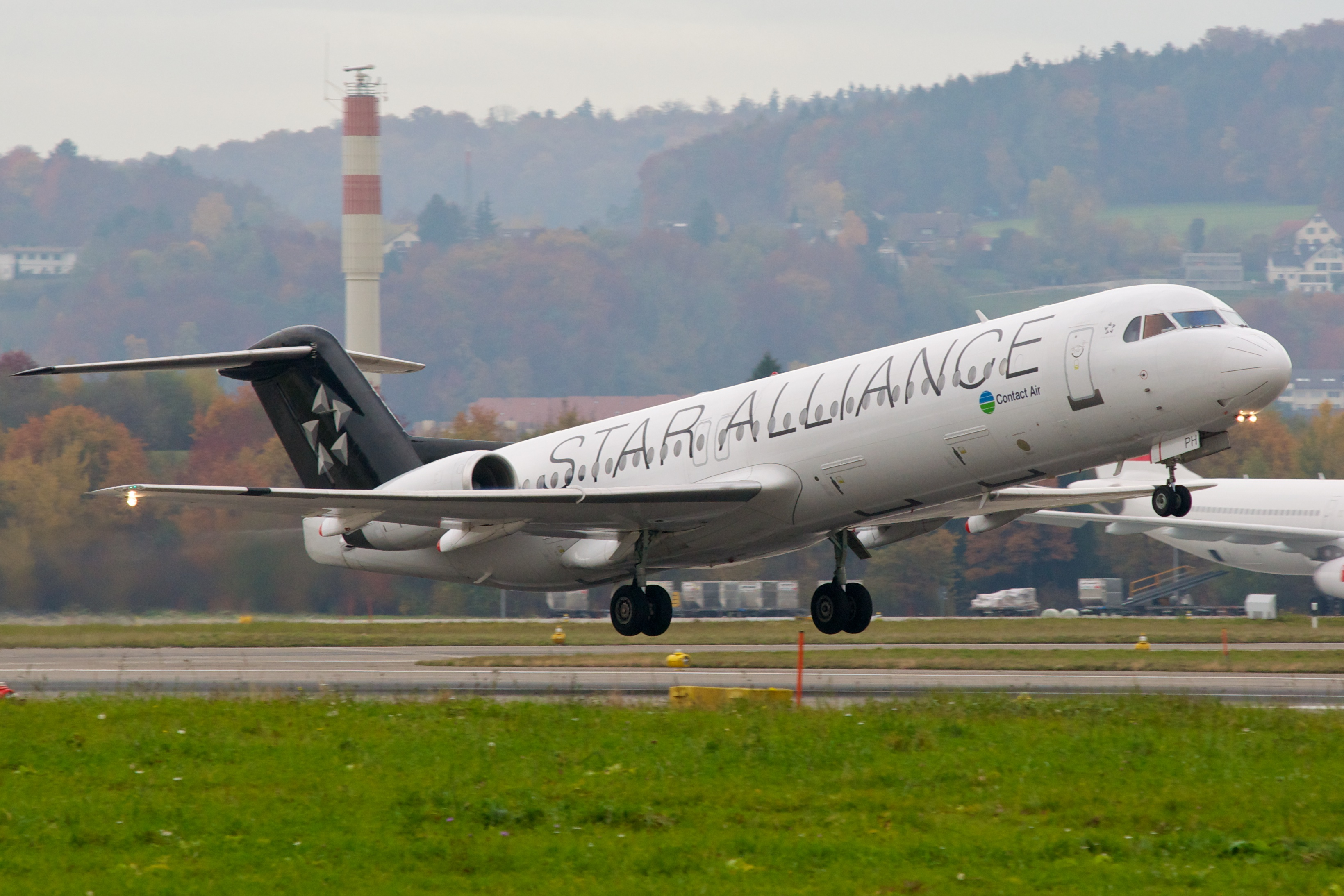
Un Fokker 100 de Contact Air con los colores de Star Alliance.

Contact Air Flugdienst fue una aerolínea regional con base en Stuttgart, Alemania, que opera vuelos regulares como parte de Lufthansa Regional desde el aeropuerto de Stuttgart, así como también opera para Swiss International Airlines (que es una filial de Lufthansa) desde el aeropuerto de Zúrich.

## Historia
La aerolínea fue fundada por Gunther Eheim (quien hasta el día de hoy sigue siendo el propietario) como una aerolínea chárter mundial de pasajeros y ejecutivos y comenzó a operar en 1974 con una flota inicial de un Dassault Falcon 20 y Bombardier Learjet. Contact Air se convirtió en la primera aerolínea regional del grupo de aerolíneas regionales de Lufthansa en abril de 1996. El 16 de octubre de 2003 la aerolínea introdujo la nueva marca Lufthansa Regional y comenzó a operar como tal a comienzos de 2004.

## Destinos
En abril de 2010, Contact Air opera los siguientes vuelos regulares para Lufthansa y Swiss International Air Lines:
Operando para Lufthansa
- Austria
  - Viena - Aeropuerto Internacional de Viena
- Bélgica
  - Bruselas - Aeropuerto de Bruselas Zavetem
- Dependencias de la corona británica
  - Jersey - Aeropuerto de Jersey
- Francia
  - París - Aeropuerto de París Charles de Gaulle
- Alemania
  - Berlín - Aeropuerto de Berlín Tegel
  - Bremen - Aeropuerto de Bremen
  - Dresde - Aeropuerto de Dresde
  - Düsseldorf - Aeropuerto de Düsseldorf
  - Hamburgo - Aeropuerto de Hamburgo
  - Múnich - Aeropuerto de Múnich
  - Stuttgart - Aeropuerto de Stuttgart Base
- Grecia
  - Atenas - Aeropuerto Internacional de Atenas [estacional]
- Italia
  - Milán - Aeropuerto de Milán Malpensa
- España
  - Bilbao - Aeropuerto de Bilbao
  - Palma de Mallorca - Aeropuerto de Palma de Mallorca
- Suiza
  - Zürich - Aeropuerto de Zürich
- Reino Unido
  - Londres - Aeropuerto de Londres Heathrow
  - Mánchester - Aeropuerto de Mánchester
  - Birmingham - Aeropuerto de Birmingham

Operando para Swiss
- República Checa
  - Praga - Aeropuerto de Praga Ruzyně
- Alemania
  - Stuttgart - Aeropuerto de Stuttgart
- Polonia
  - Varsovia - Aeropuerto Frédéric Chopin
- Suiza
  - Zürich - Aeropuerto de Zürich Base

### Antiguos destinos
Operados para Lufthansa
- Alemania - Fráncfort, Hannover, Hof/Plauen, Nuremberg

Operados para Swiss
- Italia - Venice, Verona

## Flota

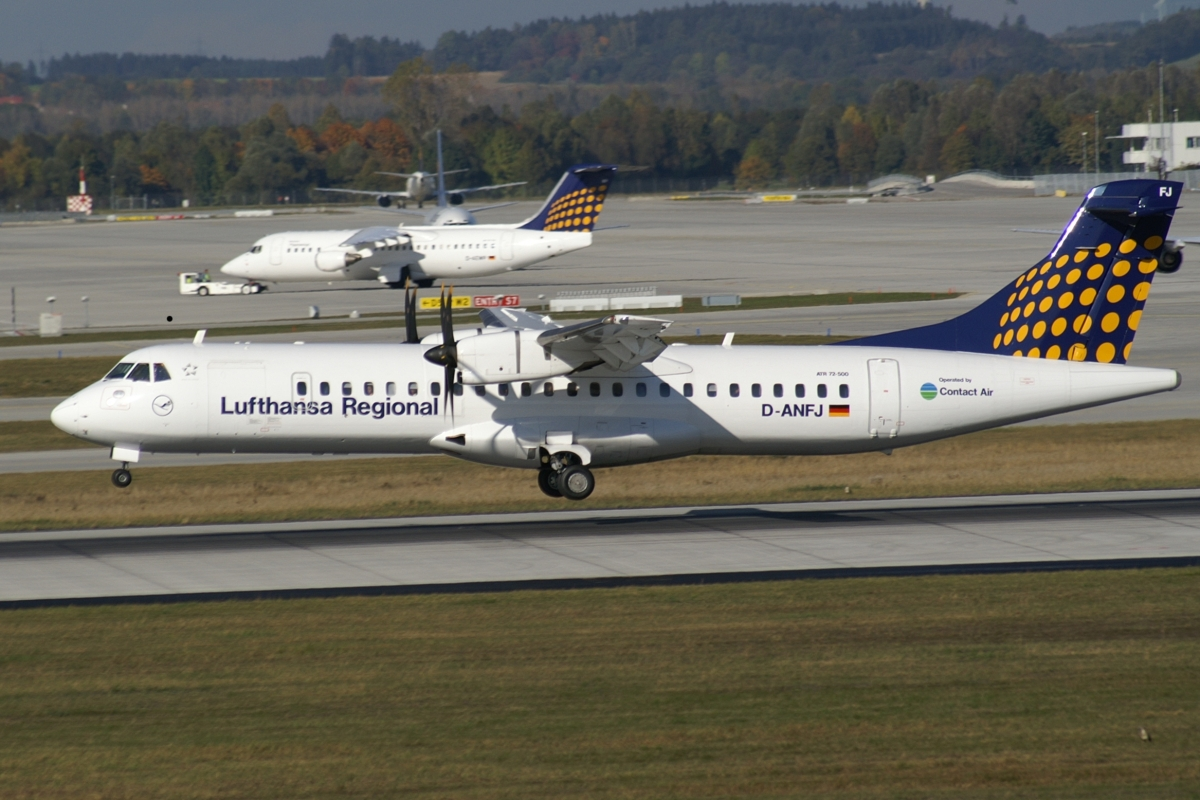
Un ATR 72 de Contact Air con la librea de Lufthansa Regional tras aterrizar en el Aeropuerto de Múnich (2005). Este tipo de avión fue operado entre 2005 y 2010.

En diciembre de 2010, la flota de Contact Air se compone de ocho aeronaves Fokker 100 con una media de edad de 16,8 años.

### Desarrollo de flota
En el transcurso de los años, Contact Air ha operado los siguientes tipos de aeronaves:

## Incidentes y accidentes

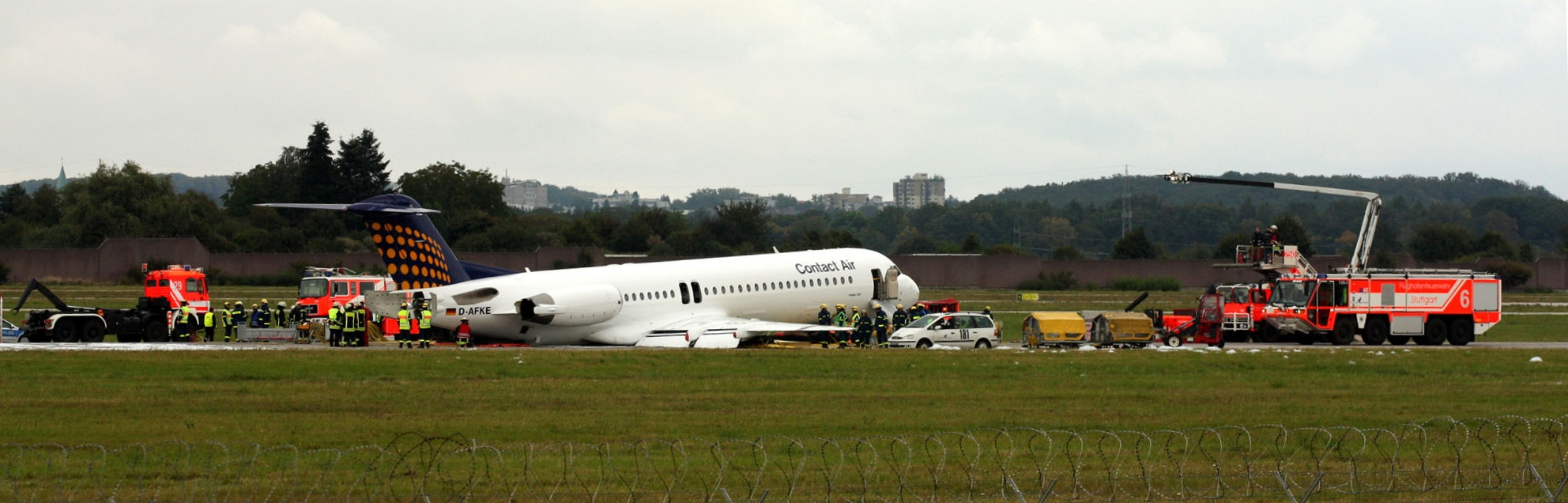
El avión que efectuó el aterrizaje de emergencia del vuelo 288 en el aeropuerto de Stuttgart.

- El 6 de enero de 1993, vuelo 5634 de Lufthansa desde Bremen a París, que fue operado bajo la marca Lufthansa CityLine utilizando un Dash 8-300 de Contact Air (registro D-BEAT), impactó contra el terreno a 1.800 metros del umbral de pista del aeropuerto de París-Charles de Gaulle, provocando la muerte de cuatro de los veintitrés pasajeros que viajaban a bordo. Los cuatro miembros de la tripulación lograron sobrevivir. El accidente ocurrió después de que el piloto tuviese que abortar la aproximación final al aeropuerto debido a que la pista había sido cerrada después de que el tráfico precedente, un Boeing 747 de Korean Air, había sufrido el colapso de una rueda.[9]
- El 14 de septiembre de 2009, el vuelo 288 de Lufthansa desde Berlín a Stuttgart, que fue operado por un Fokker 100 de Contact Air (registro D-AFKE) en este día, efectuó un aterrizaje de emergencia en el aeropuerto de Stuttgart a las 10:47 hora local debido a un fallo en el tren de aterrizaje. No hubo que lamentar heridos ni entre los cinco miembros de la tripulación ni entre los setenta y tres pasajeros que viajaban a bordo;[10] siendo uno de ellos el director del SPD, Franz Müntefering.[11]